# Liste der Einträge im National Register of Historic Places im Putnam County (Missouri)

Lage des Putnam County in Missouri

Die Liste der Einträge im National Register of Historic Places im Putnam County in Missouri führt die Bauwerke und historischen Stätten im Putnam County auf, die in das National Register of Historic Places aufgenommen wurden.
| [ 3 ] | Name                                | Bild                                | Eintragsdatum        | Lage | Ort        | Beschreibung |
| ----- | ----------------------------------- | ----------------------------------- | -------------------- | --- | ---------- | ------------ |
| 1     | Unionville Square Historic District | Unionville Square Historic District | 2002 ID-Nr. 02000793 | Verschiedene Gebäude in der Main Street, der Grant Street, der 16th Street und der 17th Street 40° 28′ 36″ N, 93° 0′ 8″ W | Unionville |              |